# Словарь ударений для работников радио и телевидения
Словарь ударений для работников радио и телевидения — орфоэпический словарь русского языка, издававшийся в 1960—2000 годах.

## Аннотация
Словарь, выпущенный чтобы способствовать установлению единообразия в произношении и ударениях (разнобой в языке радиовещания и телевидения отвлекает слушателей от содержания передачи и, естественно, вызывает их резкие протесты), как заявляют сами авторы:
- Зарва, Майя Владимировна (тема — «Русское словесное ударение»),
- Агеенко, Флоренция Леонидовна (тема — имена собственные).

## История создания
В 1951 году Радиокомитетом был издан справочник «В помощь диктору». В 1954 году был опубликован «Словарь ударений. В помощь диктору». В основу этих справочников легла картотека трудных слов, которая была заведена при дикторской группе почти с первых дней существования советского радио. В неё заносились те слова, произношение которых вызывало затруднения или ошибки у дикторов. Среди слов, попавших в картотеку, очень много географических наименований, фамилий, имён, названий литературных или музыкальных произведений и т. п. Пополнялась картотека и новыми словами, которые не вошли ещё ни в один словарь или справочник.
Руководил составлением этой картотеки до 1941 года член-корреспондент Академии наук СССР Д. Н. Ушаков, а после него — профессор МГУ К. И. Былинский. Затем консультантом дикторской группы Радиоцентра по вопросам русского языка был профессор С. И. Ожегов.

## Тиражи и издания
В 1960 году выпущено первое издание словаря, в 1967 году — второе издание (63 000 слов, тираж 52 000, незначительный по советским меркам), в издательстве «Советская энциклопедия». Словарь получился достаточно объёмным — 688 страниц, потому что в него были включены даже очевидные слова, могущие представлять трудность для дикторов всех 15 республик СССР.
До 2000 года вышло ещё 6 изданий словаря в том же авторском коллективе: Ф. Л. Агеенко и М. В. Зарва. С 2-го по 6-е издание (1967, 1970, 1971, 1984, 1985) словарь выходил под ред. профессора Д. Э. Розенталя. С 2-го по 4-е издание (1967, 1970, 1971) он выпускался в издательстве «Советская энциклопедия», а с 5-го по 7-е (1984, 1985, 1993) – в издательстве «Русский язык». Седьмое и восьмое издание словаря выходили под заголовком «Словарь ударений русского языка», подзаголовок «для работников радио и телевидения» был снят. Это свидетельствовало о том, что значительно расширился круг пользователей. Восьмое издание вышло в свет в 2000 году в издательстве «Айрис Пресс» под ред. М. А. Штудинера.
В состав словаря входили имена нарицательные и собственные. С 1-го по 4-е издание они давались в общем алфавите. В 5-м издании появилось 2 раздела: «Имена нарицательные» и «Имена собственные». В 2001 году в издательстве «НЦ ЭНАС» вышло две книги: «Собственные имена в русском языке» (автор Ф. Л. Агеенко) и «Русское словесное ударение» (автор М. В. Зарва). В 2010 году издательство «Мир и образование» выпустило новое издание «Словарь собственных имен русского языка. Ударение. Произношение. Словоизменение». В отличие от предыдущих изданий в словаре даются сведения не только об ударении и произношении, но и о словоизменении собственных имен, чтобы закрепить литературную норму и способствовать устранению разнобоя в речи.

## Критика
- Лопатин В. В. Проблемы нормирования и опыт орфографической работы (18 июня 2003).
- Передача на «Радио Свобода» 26.03.2006

## Аналоги
В начале 2000-х годов в этой же идеологии, но без перечисления очевидных слов, издаются:
- «Словарь ударений для дикторов радио и телевидения», составитель Л. А. Введенская (также автор множества пособий и одного из «Орфографических словарей»), в словаре в основном перечислены слова, испытывающие колебания в ударении по сравнению с их разговорным и просторечным произношением, или в речи старшего поколения.
- «Словарь образцового русского ударения», составитель М. А. Штудинер (доцент МГУ, преподаватель будущих тележурналистов по части орфоэпии).